# Virginia Jiménez
Virginia Jackelin Jiménez Fernandez (ur. 13 lutego 1995) – wenezuelska, a od 2023 chilijska zapaśniczka walcząca w stylu wolnym. Piąta na igrzyskach panamerykańskich w 2023. Brązowa medalistka igrzysk Ameryki Środkowej i Karaibów w 2014, a także mistrzostw panamerykańskich w 2025 roku.